# São José do Goiabal
São José do Goiabal là một đô thị thuộc bang Minas Gerais, Brasil. Đô thị này có diện tích 185,241 km², dân số năm 2007 là 5646 người, mật độ 31,8 người/km².